# Liste der Naturdenkmale in Eisingen (Baden)
| Naturdenkmale | Anzahl |
| ------------- | ------ |
| FND           | 1      |
| END           | 0      |
| Gesamt        | 1      |

Die Liste der Naturdenkmale in Eisingen nennt die verordneten Naturdenkmale (ND) der im baden-württembergischen Enzkreis liegenden Gemeinde Eisingen. In Eisingen gibt es insgesamt ein als Naturdenkmal geschütztes Objekt, es handelt sich um ein flächenhaftes Naturdenkmal (FND), es gibt kein Einzelgebilde-Naturdenkmal (END).
Stand: 31. Oktober 2016.

## Flächenhafte Naturdenkmale (FND)
| Name                      | Bild | Kennung     | Einzelheiten | Position | Fläche Hektar | Datum        |
| ------------------------- | ---- | ----------- | ------------ | -------- | ------------- | ------------ |
| Eisinger Loch (2 Dolinen) |      | 82360110001 | Eisingen     | ⊙        | 0,2           | 20. Mai 1987 |
| Legende für Naturdenkmal  |      |             |              |          |               |              |